# Balgach
Balgach es una comuna suiza del cantón de San Galo, ubicada en el distrito de Rheintal. Limita al norte con las comunas de Reute (AR), Oberegg (AI) y Berneck, al este con Au, Widnau y Diepoldsau, al sur con Oberriet, y al oeste con Rebstein.